# Romain Lagarde
Romain Mattis Lagarde (ur. 5 marca 1997 r. w Loriencie) – francuski piłkarz ręczny, reprezentant kraju, grający na pozycji lewego rozgrywającego. Od 2014 roku jest zawodnikiem HBC Nantes.

## Sukcesy

### Reprezentacyjne
Igrzyska olimpijskie:
- Tokio 2020

Mistrzostwa świata:
- Niemcy/Dania 2019

Mistrzostwa Europy:
- Chorwacja 2018

Mistrzostwa świata U-21:
- Algieria 2017

Mistrzostwa Europy U-20:
- Dania 2016

Mistrzostwa świata U-19:
- Rosja 2015

Mistrzostwa Europy U-18:
- Polska 2014

### Klubowe
Liga Mistrzów:
- 2018

Mistrzostwa Francji:
- 2017

Puchar Francji:
- 2017

## Nagrody indywidualne
- Najlepszy młody gracz Ligi Mistrzów 2017/2018

## Odznaczenia
- Chevalier Orderu Legii Honorowej – 2021[1]